# エリーゼのために (BUCK-TICKの曲)
「エリーゼのために」は、日本のロックバンド、BUCK-TICKの31作目のシングル。2012年5月23日にLingua Soundaより発売。

## 概要
デビュー25周年のアニバーサリー・イヤー、第1弾リリースであり、自主レーベルLingua Sounda発足後最初の作品。また、この作品よりレコード会社(発売元)を徳間ジャパンコミュニケーションズに移籍。ライブ映像作品DVD『THE DAY IN QUESTION 2011』と同時発売。
初回盤はDVD、ボーナスCD付きスペシャルパッケージ仕様。

## 収録曲
1. エリーゼのために (4:26)
  - 作詞・作曲：今井寿、編曲：BUCK-TICK

『ハッピーMusic』5月オープニング・テーマ。
タイトルの由来はRCサクセションの同名曲（『BEAT POPS』収録）で、歌詞のテーマが同じであることからつけられた。当初、今井はシングルにするつもりはなく、アルバムの中でも特異な存在の曲であったが、歌が乗った時点で印象が変わったのと、周りの反応が良かったことからシングルに選ばれた。曲のタイプとしてはシンプルなロックンロールであると今井は語っている[2]。
2. 夢見る宇宙 (4:29)
  - 作詞：櫻井敦司、作曲：今井寿、編曲：BUCK-TICK

今井はどちらかというとこちらをシングル候補として製作していた[2]。
3. SANE -type II- (3:53)
  - 作詞：櫻井敦司、作曲：今井寿、編曲：BUCK-TICK

1996年発売のアルバム『COSMOS』収録曲のリメイク。アレンジだけでなく、歌詞・構成なども変更されている。

### 初回特典 DVD
1. エリーゼのために MUSIC VIDEO
  - 監督：田辺秀伸

### 初回特典 LIVE TRACKS CD
THE DAY IN QUESTION 2011 -Live at Zepp Sendai 2011.12.18-
1. THEME OF B-T
2. HURRY UP MODE
3. さくら
4. JUPITER
5. Baby, I want you.
6. Alice in Wonder Underground
7. 独壇場Beauty -R.I.P.-

## 参加ミュージシャン
- 櫻井敦司 - ボーカル
- 今井寿 - ギター、ノイズ、VOX
- 星野英彦 - ギター
- 樋口豊 - ベース
- ヤガミトール - ドラムス

### サポートミュージシャン
- 横山和俊 - マニピュレート、シンセサイザー